# AgroXML
agroXML ist eine auf XML basierende Datenaustauschsprache für den Agrarsektor.

Die Sprache wurde vom KTBL in Zusammenarbeit mit Claas, Agro-Sat, HELM-Software, dem Informationssystem Integrierte Pflanzenproduktion (ISIP) e. V., John Deere und der FarmFacts GmbH entwickelt.
Sie stellt einen Versuch dar, ähnlich wie bei ISOBUS einen Standard für die Kommunikation zwischen landwirtschaftlichen Geräten zu etablieren.
Mit agroXML kann eine problemlose Datenkommunikation entlang der Produktions- und Lieferkette und mit der Agrarverwaltung ermöglicht werden, ohne dass Landwirte oder andere Nutzer Daten redundant verarbeiten müssen. Ziel von agroXML ist es dabei, die erfassten Daten zu verschiedenen Zwecken nutzen zu können und den unterschiedlichen Partnern in der Landwirtschaft bereitstellen zu können.